# ام.ای. وایز می
محمد عبدالواجد میان (بنگالی: এম এ ওয়াজেদ মিয়া؛ ۱۶ فوریهٔ ۱۹۴۲ – ۹ مهٔ ۲۰۰۹) دانشمند فیزیک هسته‌ای اهل بنگلادش بود.